# Olaf Förster
Olaf Förster (født 2. november 1962 i Karl-Marx-Stadt) er en tysk tidligere roer og olympisk guldvinder.

## Karriere

### Roning
Försters første store internationale resultat kom, da han i 1985 var med til at vinde VM-bronze i firer uden styrmand, og året efter vandt han VM-bronze i toer med styrmand. I 1987 var han tilbage i fireren uden styrmand og denne gang med til at vinde VM-guld.
Ved OL 1988 i Seoul sendte DDR næsten samme besætning, som havde vundet verdensmesterskabet året forinden, og de vandt da også komfortabelt deres indledende heat og deres semifinale. I finalen var de fortsat overlegne og vandt med et forspring på to et halvt sekund ned til USA på andenpladsen, mens Vesttyskland vandt bronze. De østtyske guldvindere var foruden Förster Roland Schröder, Ralf Brudel og Thomas Greiner.
Förster fortsatte  yderligere et par sæsoner i fireren uden styrmand og var dermed med til at hente endnu et verdensmesterskab i 1989 samt en VM-bronze i 1990. Han vandt desuden fem østtyske mesterskaber i fireren uden styrmand i henholdsvis 1985 samt 1987–1988.

### Videre karriere
Förster arbejdede for det forsikringsselskab, og han blev præsident for sin roklub, Dresdener Ruder-Klub. Han er gift med Kerstin Förster, der var roer som sin mand og som ham vandt OL-guld i 1988.

## OL-medaljer
- 1988:  Guld i firer uden styrmand